# O Bandido da Luz Vermelha
O Bandido da Luz Vermelha é um filme brasileiro de 1968, do gênero policial, dirigido por Rogério Sganzerla. Inspirado nos crimes do famoso assaltante João Acácio Pereira da Costa, apelidado de "Bandido da Luz Vermelha". Este filme é considerado um clássico do cinema marginal. Sganzerla tinha 22 anos quando o dirigiu. Uma continuação dirigida por Ícaro Martins e Helena Ignez, viúva de Sganzerla, foi lançada em 2010 sob o título de Luz nas Trevas – A Volta do Bandido da Luz Vermelha. Em novembro de 2015 o filme entrou na lista feita pela Associação Brasileira de Críticos de Cinema (Abraccine) dos 100 melhores filmes brasileiros de todos os tempos. Foi listado por Jeanne O Santos, do Cinema em Cena, como "clássicos nacionais".
A cena final contém trechos de alguns episódios do primeiro Ultraman, que havia estreado alguns anos antes e se tornaria sucesso enorme no Brasil.

## Enredo
Jorge, um assaltante de residências de São Paulo, apelidado pela imprensa de "Bandido da Luz Vermelha", desconcerta a polícia ao utilizar técnicas peculiares de ação. Sempre auxiliado por uma lanterna vermelha, ele possui as vítimas, tem longos diálogos com elas e protagoniza fugas ousadas para depois gastar o fruto do roubo de maneira extravagante.
Se relaciona com Janete Jane, conhece outros assaltantes, um político corrupto e acaba sendo traído. Perseguido e encurralado, encontra somente uma saída para sua carreira de crimes: o suicídio.

## Elenco

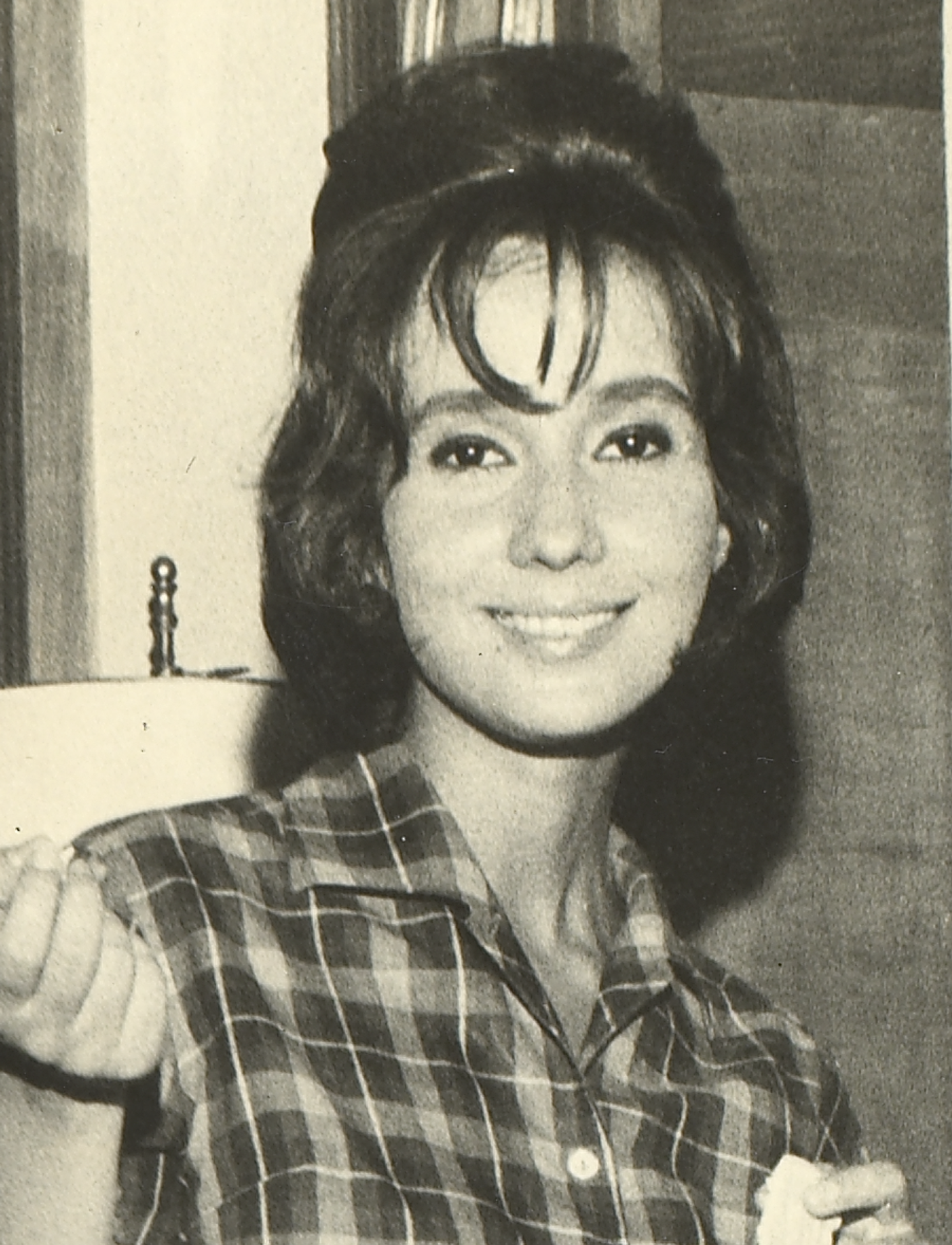
Helena Ignez interpretou Janete Jane

- Paulo Villaça.... Jorge, o bandido da luz vermelha
- Helena Ignez.... Janete Jane
- Sérgio Hingst.... milionário
- Luiz Linhares.... delegado Cabeção
- Sônia Braga.... vítima
- Ítala Nandi
- Hélio Aguiar.... narrador
- Mara Duval.... narradora
- Pagano Sobrinho.... J.B. da Silva
- Roberto Luna.... Lucho Gatica
- Sérgio Mamberti.... passageiro do táxi
- Carlos Reichenbach.... homem que sai do cinema com a câmera fotográfica na mão
- Renato Consorte.... apresentador de televisão
- Maurice Capovilla.... gângster
- Neville de Almeida
- Miriam Mehler.... vítima
- Lola Brah

## Prêmios e indicações
Festival de Brasília 1968 (Brasil)
- Venceu nas categorias de melhor figurino, melhor diretor, melhor montagem e melhor filme.